# 特林布爾 (科羅拉多州)
特林布爾（英語：Trimble）是位於美國科羅拉多州拉普拉塔縣的一個非建制地區。該地的面積和人口皆未知。

## 地理
特林布爾的座標為37°23′25″N 107°50′47″W / 37.39028°N 107.84639°W，而該地的平均海拔高度為1985米（即6512英尺）。